# Pumori

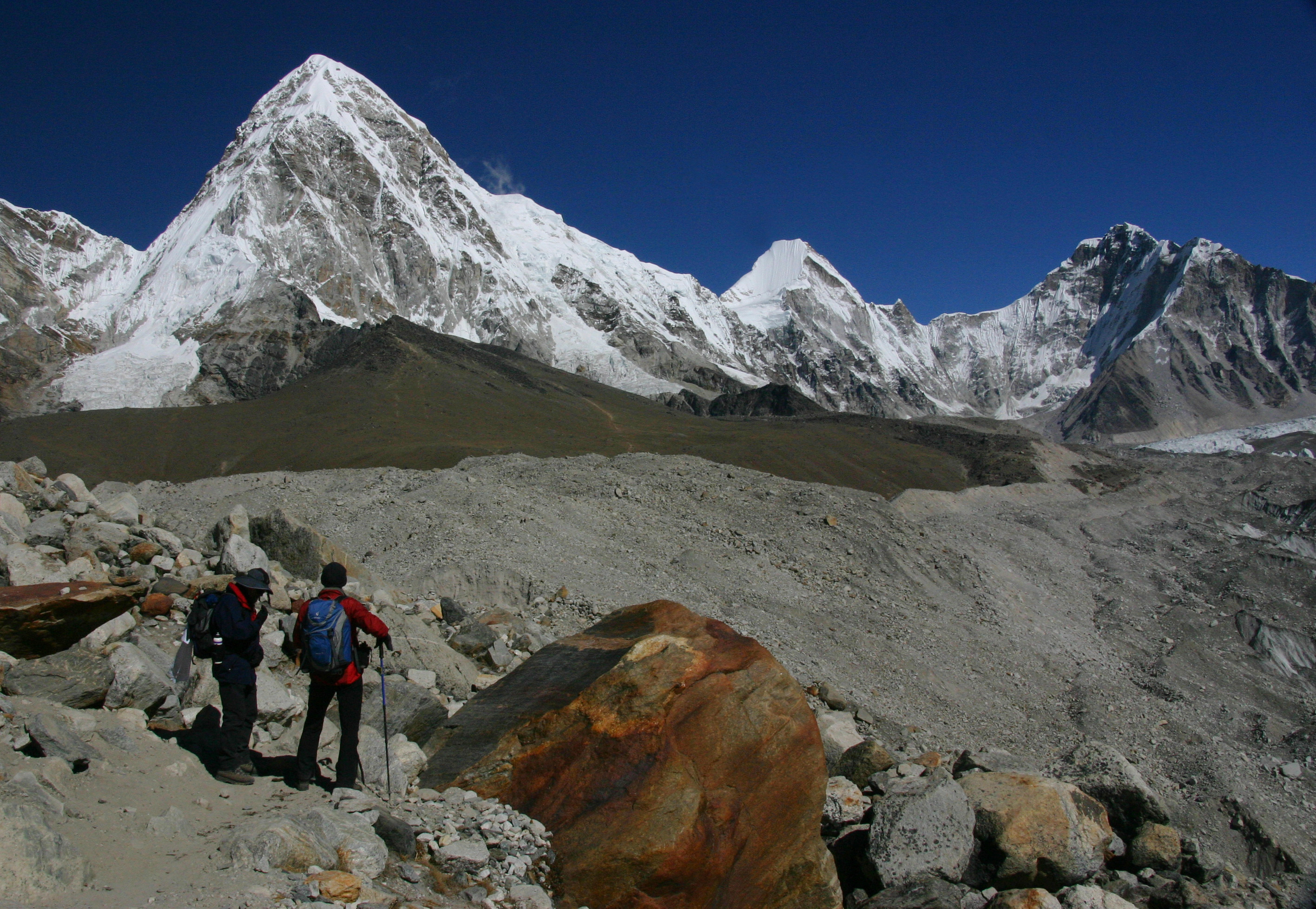
Glacier de Khumbu et montagnes Pumori, Lingtren, Khumbutse

Le Pumori est une montagne de l'Himalaya située à la frontière népalo-tibétaine à seulement 9 kilomètres de l'Everest. Son nom, qui signifie en tibétain « Sœur non mariée », a été donné par George Mallory. Les alpinistes l'appellent parfois « Sœur de l'Everest ». Son sommet est souvent parcouru à cause de sa relative facilité et de sa vue dégagée sur l'Everest et le Lhotse.

## Alpinisme
- 1953 - Tentative par McInnes et Parekh
- 1961 - Tentative (sans autorisation) par G. Mehl
- 1962 - Première ascension, lors d'une expédition germano-suisse, par Gerhard Lenser, Ueli Hürlimann et Ernst Forrer[1], le 17 mai
- 1970 - Tentative japonaise conduite par Miyoshi Mochizuki sur la paroi sud
- 1972 - Ascension de la face sud par une expédition chamoniarde avec Yves Pollet-Villard (chef d’expédition), Yvon Masino[2], Georges Payot[3], Maurice Gicquel[4], Raymond Renaud, Pierre Blanc et Jean Coudray
- 1973 - Pilier sud par une expédition japonaise
- 1974 - Face ouest par une expédition japonaise
- 1975 - Nouvel itinéraire sur l'arête sud-est, par une expédition française conduite par Jean Lescure[5].
- 2018 - Nouvelle voie, Les voyages du Petit Prince, dans la face sud-ouest, par les Roumains Romeo Popa, Zsolt Torok et Teofil Vlad[6].